# 丹翠國家公園
丹翠國家公園（英語：Daintree National Park）是位于澳大利亞昆士蘭州北部的一座國家公園，在首府布里斯本西北偏北約1500公里處。這座公園創立于1981年，其中棲息著許多珍稀動植物，為澳大利亞世界自然遺產昆士蘭溼熱帶地區的一部分。
其名字來自公園内的丹翠河，而這條河流的名字則是早期澳大利亞探險家喬治‧埃爾芬斯通‧達爾林普爾以他朋友、地理學家理查德·丹翠之名命名的。公園内除去自然景觀之外，也有莫斯曼和丹翠兩個農村，因此有農田點綴其間。 

## 外部連接
维基共享资源上的相關多媒體資源：丹翠國家公園